# Председатель Верховного суда Великобритании
Председатель Верховного суда Великобритании (англ. President of the Supreme Court of the United Kingdom) — глава высшей судебной инстанции Великобритании. Является одним из двенадцати судей Верховного суда Великобритании. Наряду с осуществлением полномочий судьи, Председатель Верховного суда Великобритании осуществляет административное руководство судом и организует его работу.

## Список Председателей Верховного суда Великобритании
| Главный судья                                   | Дата рождения   | Срок полномочий                   |
| ----------------------------------------------- | --------------- | --------------------------------- |
| Ник Филлипс, барон Филлипс из Уорт Матраверс    | 21 января 1938  | 1 октября 2009 — 30 сентября 2012 |
| Дэвид Нойбергер, барон Нойбергер из Эбботсберри | 10 января 1948  | 1 октября 2012 — 4 сентября 2017  |
| Бренда Хейл, баронесса Хейл из Ричмонда         | 31 января 1945  | 5 сентября 2017 — 10 января 2020  |
| Роберт Рид, барон Рид из Аллермюра              | 7 сентября 1956 | 11 января 2020 — н.в.             |